# الاجتماع الوزراي لمنظمة التجارة العالمية في 2001
الاجتماع الوزاري لمنظمة التجارة العالمية في 2001 أو الاجتماع الوزاري الرابع لمنظمة التجارة العالمية، هو اجتماع عقد في فندق ومنتجع شيراتون الدوحة في الفترة بين 9-13 نوفمبر 2001. أصدر الوزراء من جميع أعضاء منظمة التجارة العالمية في هذا الاجتماع ما يعرف باسم جولة الدوحة للتنمية.
في ذلك الاجتماع وافق الوزراء على عقد جولة مفاوضات تجارية جديدة، وأطلق الوزراء تصريحان الأول يتعلق بالمفاوضات الجارية حول الزراعة والخدمات والتي تعرف باسم جولة الدوحة للتنمية. والتصريح الثاني يعرف باسم تصريح الدوحة ويتعلق بالاتفاقية حول الجوانب التجارية لحقوق الملكية الفكرية والتي تسمح للحكومة بالتعامل بشكل مرن مع اتفاقية تريبس فيما يتعلق بالمشاكل الصحية.